# Kolšov
Kolšov är en ort i Tjeckien.   Den ligger i regionen Olomouc, i den östra delen av landet, 180 km öster om huvudstaden Prag. Kolšov ligger 299 meter över havet och antalet invånare är 739.
Terrängen runt Kolšov är huvudsakligen kuperad, men den allra närmaste omgivningen är platt.Runt Kolšov är det ganska tätbefolkat, med 134 invånare per kvadratkilometer. Närmaste större samhälle är Šumperk, 7,1 km norr om Kolšov. Trakten runt Kolšov består till största delen av jordbruksmark.